# Zetor 25A
Uzasadnienie: artykuł poświęcony jednej wersji

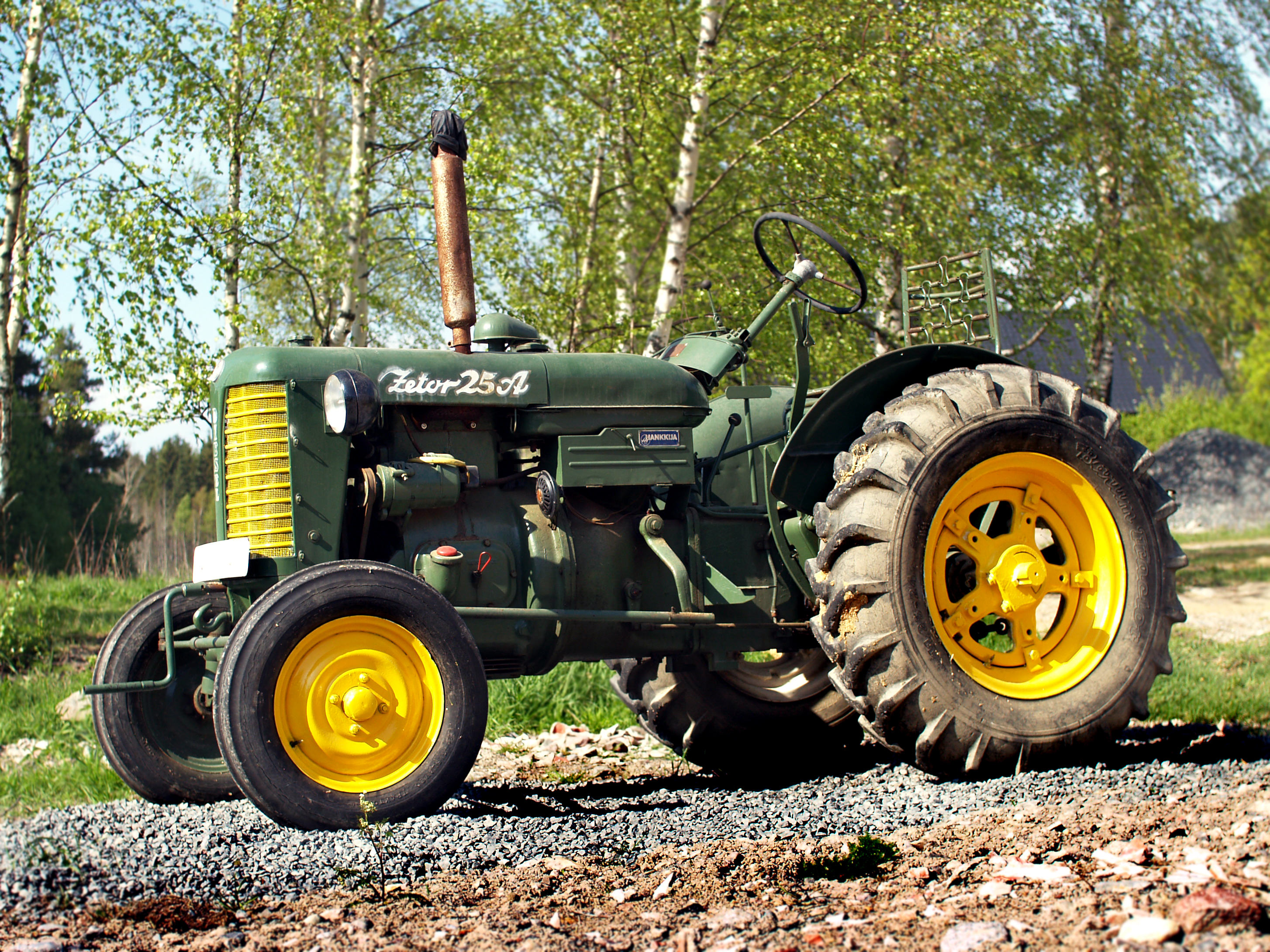
Zetor 25A

Zetor 25A – ciągnik rolniczy marki Zetor, produkowany w latach 1949–1961 w czeskiej fabryce Zbrojovka Brno, stanowiący unowocześnienie traktora Zetor 25. W przeciwieństwie od poprzednika posiadał rozrusznik, międzyrzędową oś przednią i podnośnik hydrauliczny. Oznaczenie A pochodzi od czeskiego słowa agregacni, co znaczy "rolniczy". W Polsce w roku 1960 traktory Zetor 25A, Zetor 25K i Zetor 25T stanowiły 37% parku maszynowego.

## Przeznaczenie
Głównie orka i inne prace rolne wykonywane na szerokich tylnych kołach (np. rozrzucanie obornika czechosłowackim rozrzutnikiem RT-203, kopanie ziemniaków kopaczkami elewatorowymi TEK - 2 i KCE - 2); nie należy agregatować go z kopaczką elewatorową Z 609.

## Dane techniczne
- Moc – 26 KM
- Typ prądnicy – PAL DGD 28 lub PAL DGD 48
- Sprzęgło – Jednotarczowe
- Długość pomiędzy łożyskami a dźwigienkami sprzęgła – 3 mm
- Typ podnośnika – Z 25
- Waga tylnych obciążników – 2 x 62,5 Kg
- Typ zegarów – PAL
- Lampy tylne typ – AUTOPAL
- Odblaski – AUTOPAL
- Tylne opony – 11,25 - 24